# Văleni (Călățele), Cluj

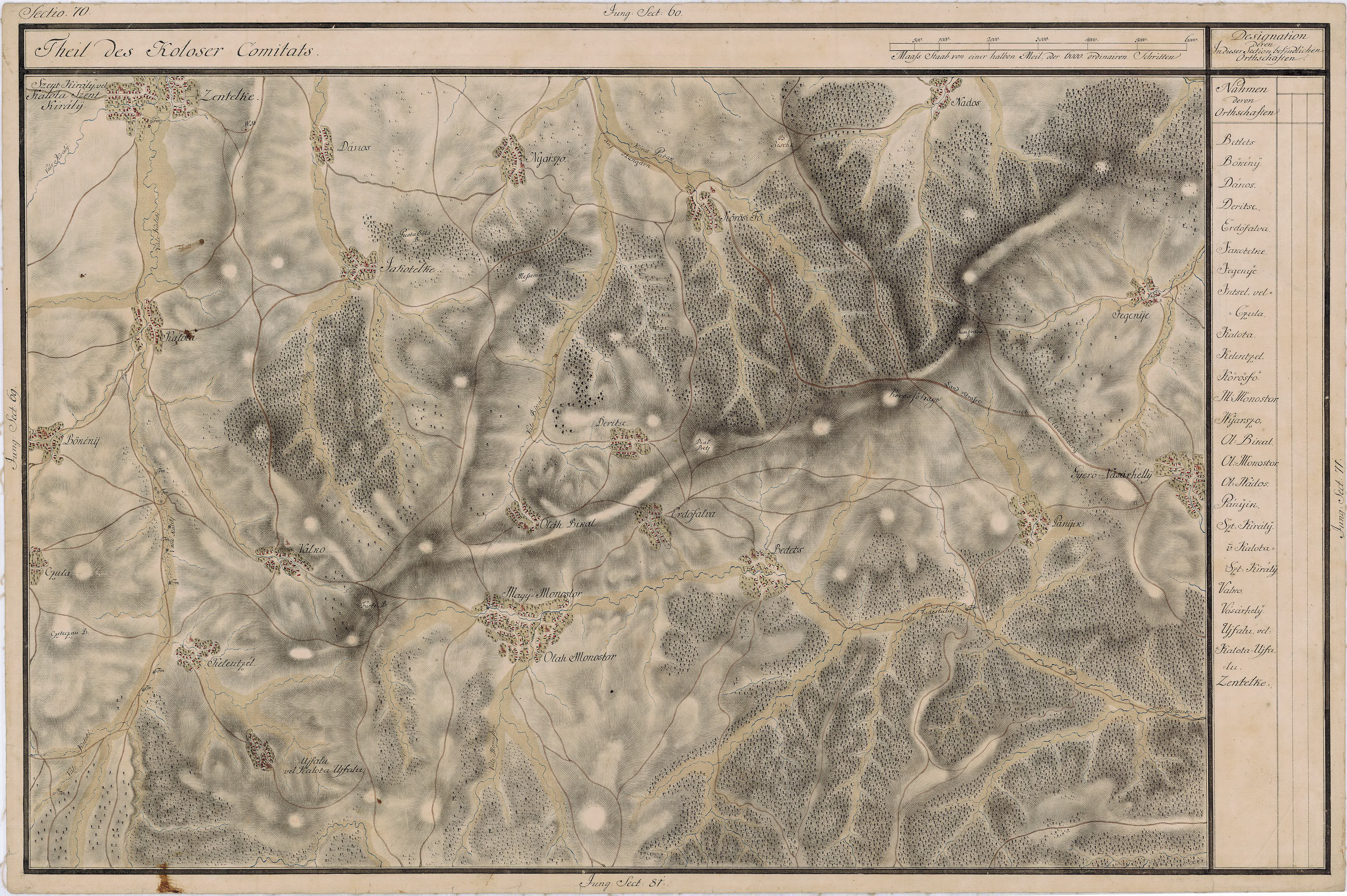
Văleni pe Harta Iosefină a Transilvaniei, 1769-1773

Văleni (în maghiară Magyarvalkó) este un sat în comuna Călățele din județul Cluj, Transilvania, România.

## Obiective turistice
- Biserica Reformată-Calvină. Biserica a fost construită in anul 1261 în stil romanic și reconstruită în anul 1452, în stil gotic (inițial a fost romano-catolică).
- Biserica de piatră Văleni. La începutul secolului 20, biserica din  deal, construită în anul 1780, cu hramul Sfinții Arhangheli Mihail și Gavriil, (mai sus de cea reformat calvină), era neîncăpătoare pentru credincioșii ortodocși din Văleni și ei hotărăsc contrucția uneia mai mari, din piatră.

În anul 1931, sub arhipăstorirea P.S. Nicolae Ivan, episcopul Clujului, prin jertfa credincioșilor parohiei Văleni, protopop al Huedinului fiind Aurel Munteanu, paroh P.C. Vasile Moldovan, prim epitrop domnul Trif  Simion, se dă în folosință biserica nouă, iar în același an cea veche este vândută pe suma de 25000 lei credincioșilor din Aghireșu. 
În anul 1982 s-a pictat sfântul lăcaș, în tehnica fresco, arhiepiscop al Vadului, Feleacului si Clujului fiind I.P.S Teofil  Herineanu, episcop vicar P.S. Iustinian Chira, protopop al Huedinului Petru Nicolae, paroh P.C. Puscaș Dorel, prim epitrop domnul Vușcan Mihai, pictura a fost executată de pictorița Ceicu Gabriela Raluca din București. 
În fața bisericii se înalță o cruce monument, ridicată în memoria eroilor patriei, în anul 2002.
Eroi căzuți în primul război mondial: Vlaic Petre, Vlaic Ioan, Vlaic Mihai, Sacaliș Ioan.
Eroi căzuți în al doilea război mondial: Cioban Gheorghe, Chiorean Ioan, Fodor Simion, Tat Teodor, Toadere Iosif, Vușcan Adrian.

## Galerie de imagini

Comuna Călățele și satele componente
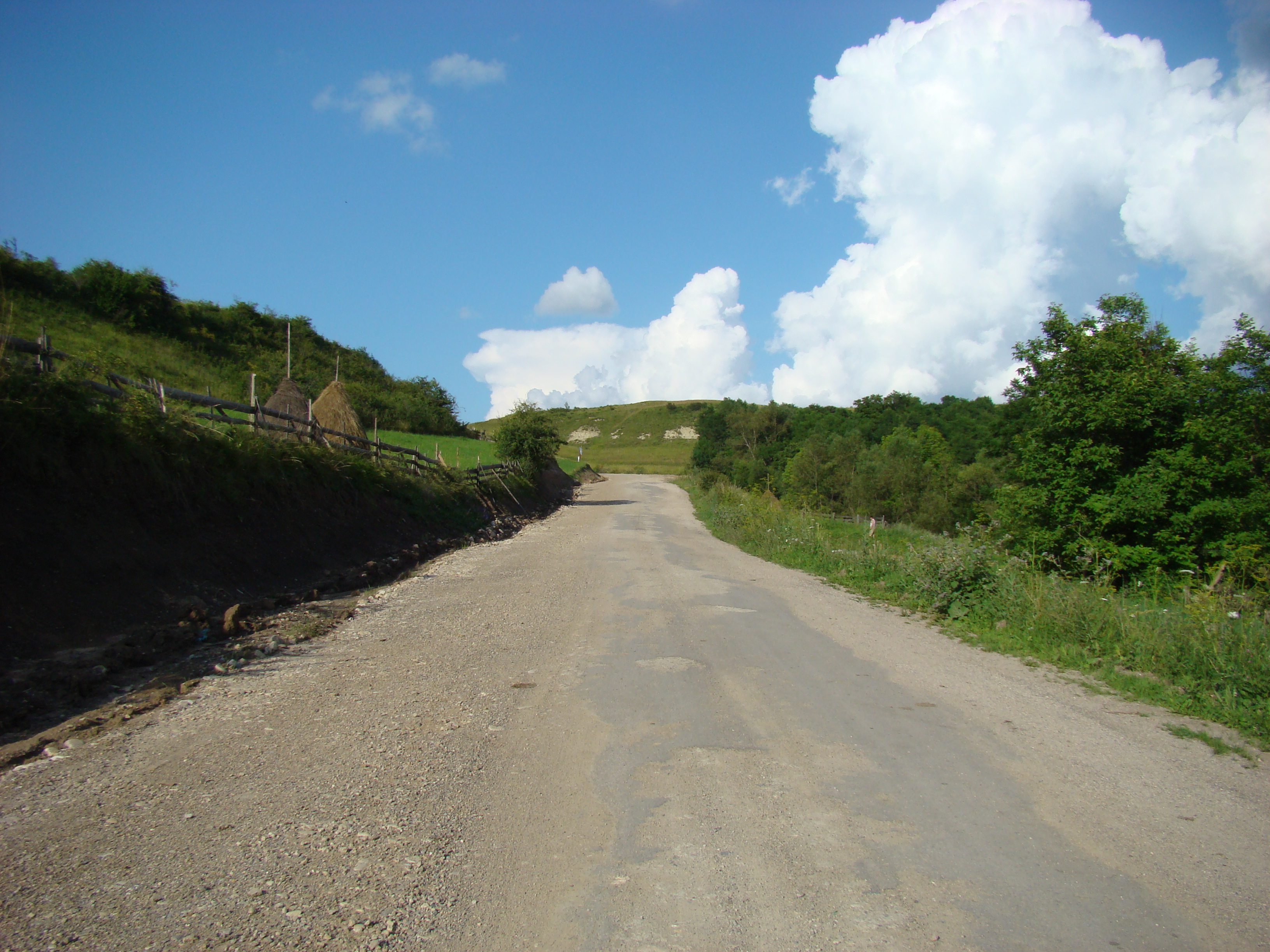
Drumul Mănăstireni-Văleni
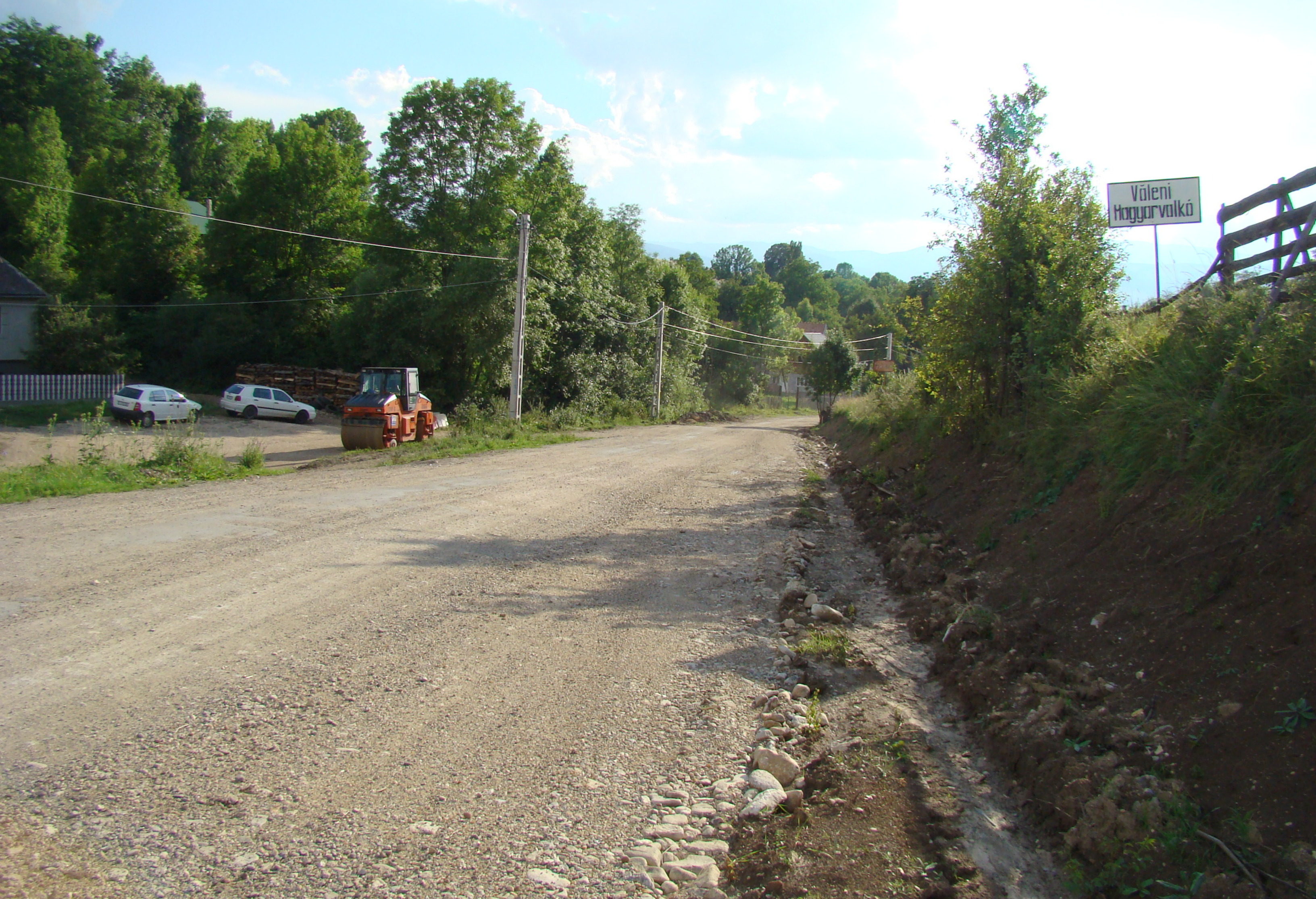
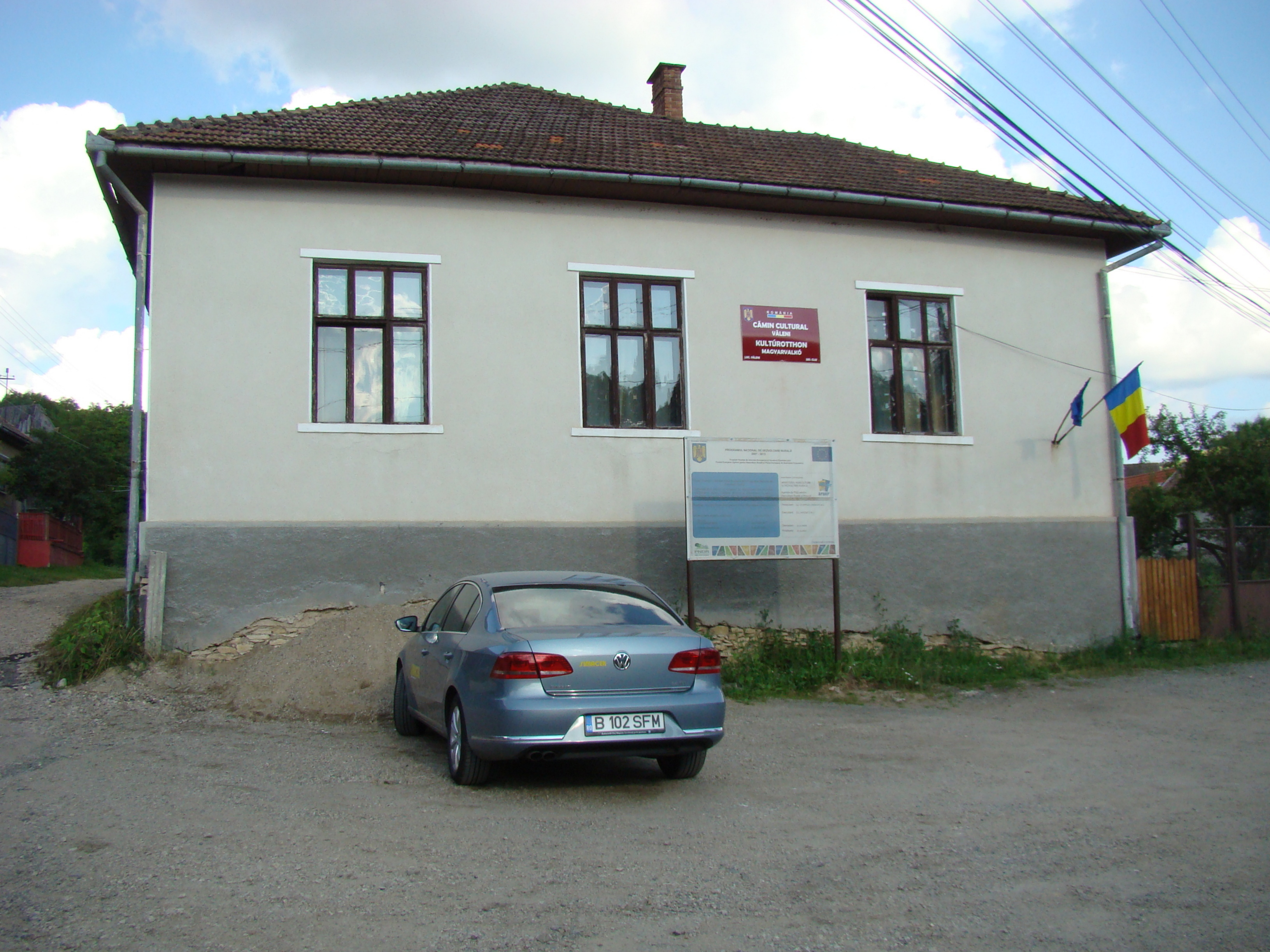
Căminul cultural
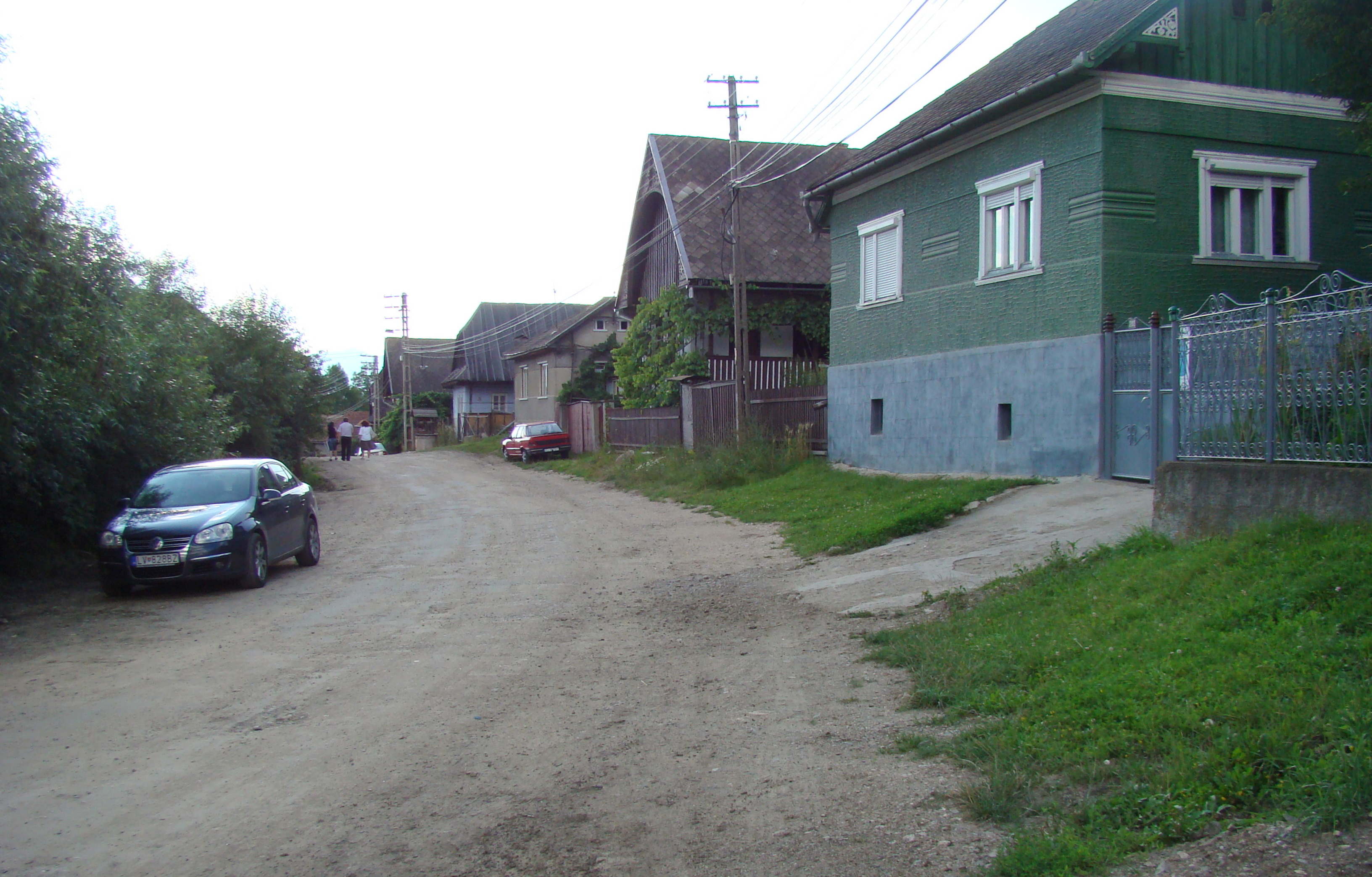
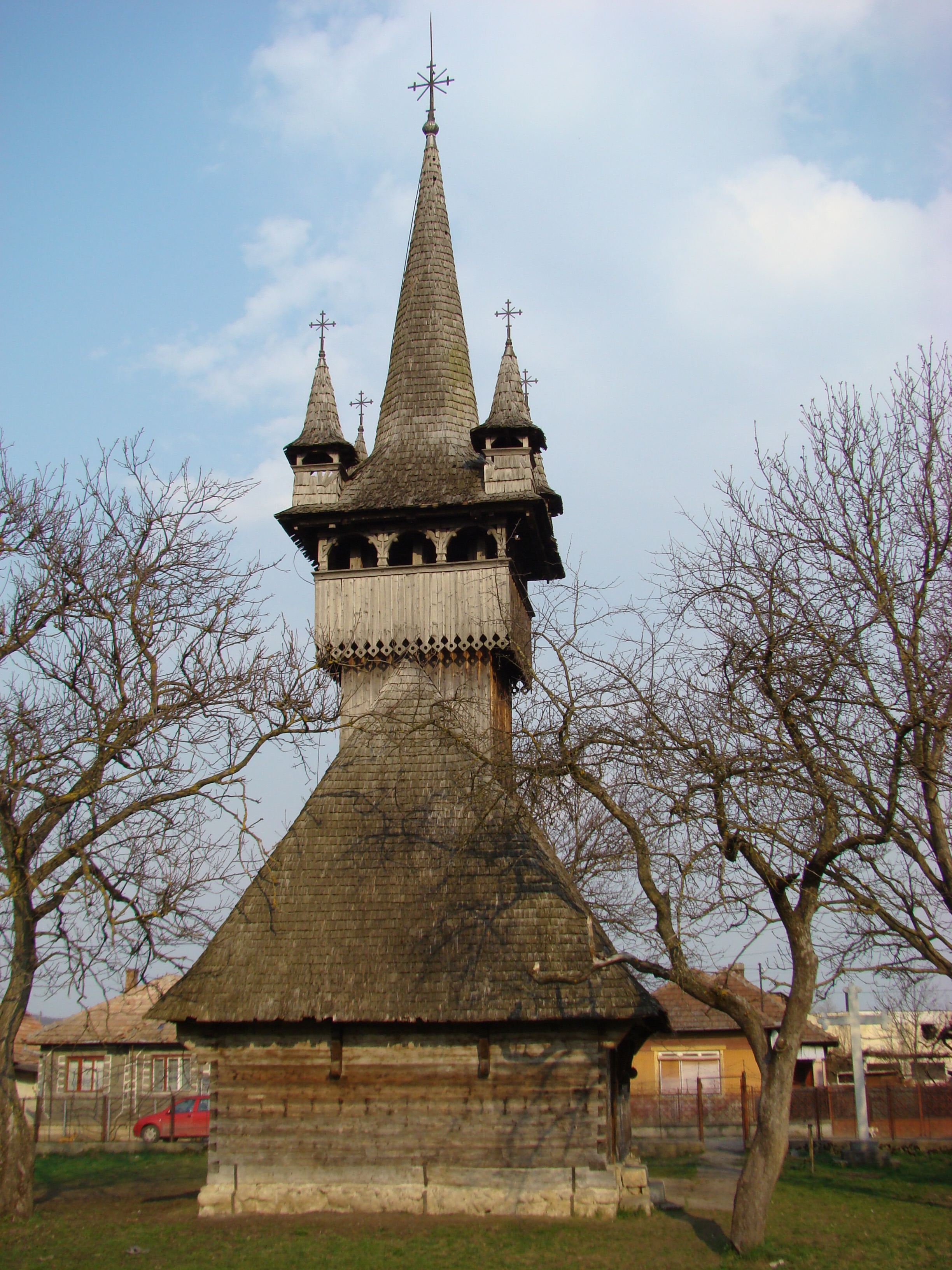
Biserica de lemn „Sfinții Arhangheli”, aflată în prezent în localitatea Aghireșu
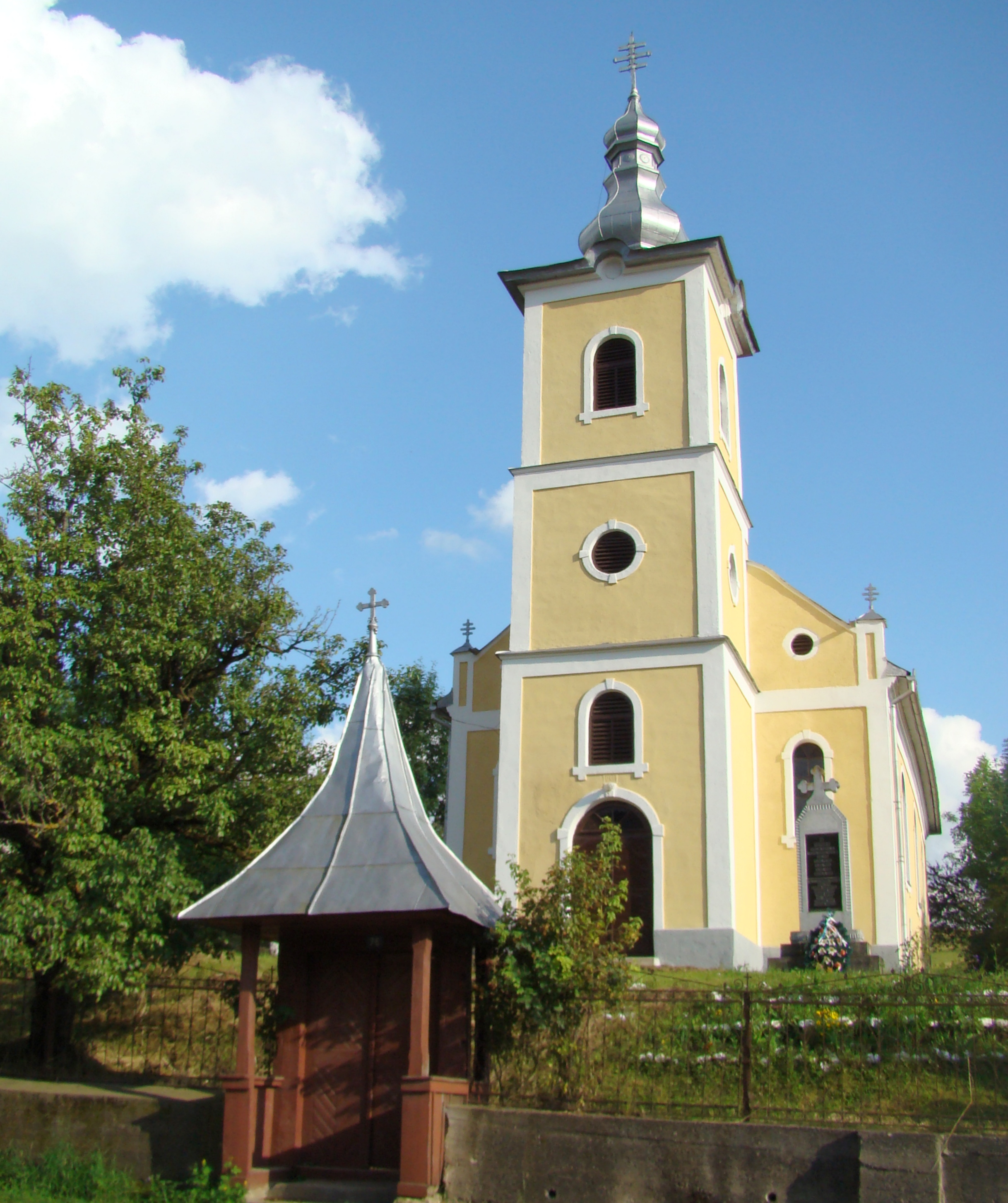
Biserica ortodoxă
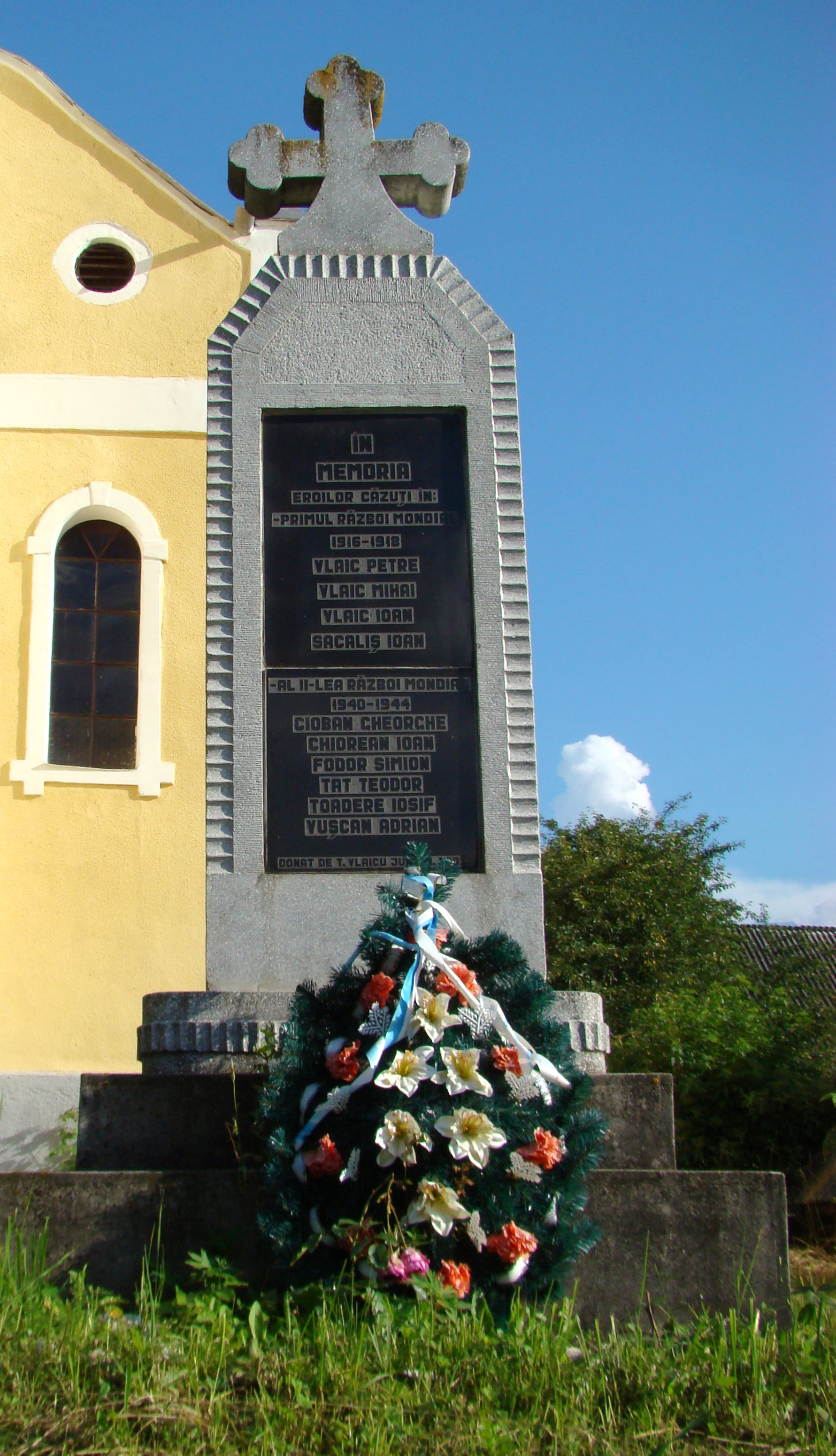
Monumentul Eroilor
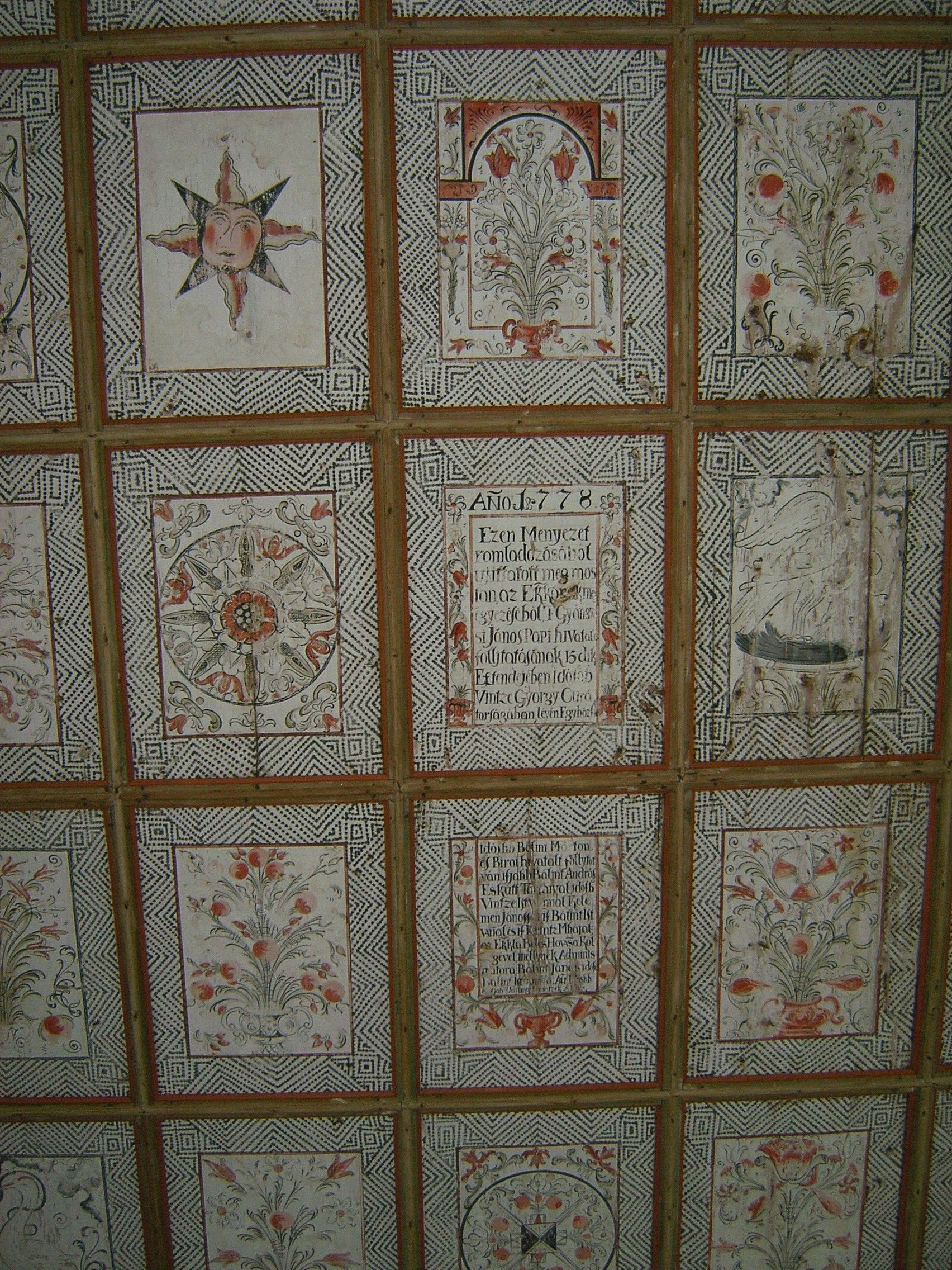
Tavanul casetat al bisericii reformate (monument istoric)
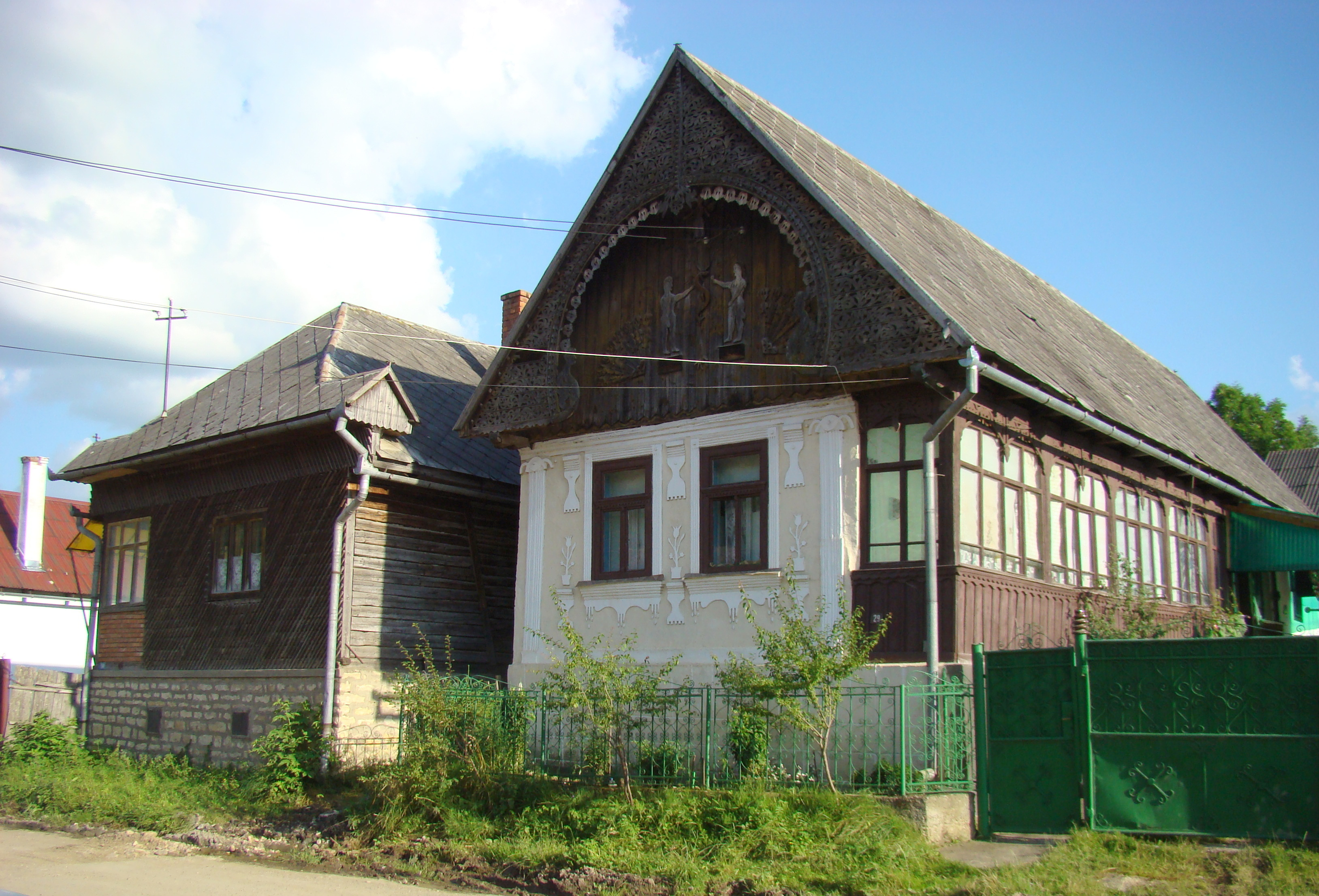
Case tradiționale din ținutul Călatei

## Legături externe
Materiale media legate de Văleni la Wikimedia Commons